# داستان کولروو
داستان کولروو مجموعه‌ای از چندین متن است، از جمله نسخه نثری از چرخه کولروو در شعر حماسی کارلیایی و فنلاندی الیاس لونروت کالوالا، که توسط جی. آر. آر. تالکین در زمانی که او در مقطع کارشناسی در کالج اکستر آکسفورد از سال ۱۹۱۴ تا ۱۹۱۵ تحصیل می‌کرد، نوشته شده است. برای نویسنده دوره‌ای ناپایدار بود و گمان می‌رود که این ویژگی در موضوع تاریک داستان منعکس شود.